# Борзенко Іван
Борзенко Іван (14.01.1899 - помер після 06.1922) - український військовий урядник; старший діловод частини Армії УНР, ранговий 3-ї гарматної бригади 3-ї Залізної дивізії Армії УНР.
Відповідно до українського законодавства є борцем за незалежність України у ХХ столітті.

## Біографія
Іван  Борзенко навчався в Білгородській реальній школі (1907 — 1916). В “Описі життя” зазначав наступне:
“3 1916 р. по 1917 р. служив у російській армії на посаді помішника контролера по перевірці польових робіт. З 1917 по 1918 вчився в Харкові. З 12 грудня 1918 року по 31 серпня 1921 року перебував в Українській армії на посаді старшого діловода. В таборі м. Каліша перебував станом на 9 квітня 1921 року. З 8 вересня 1921 року по травень 1922 року вчився в політехнікумі м. Вюнсдорф (Вінздорфі) при YMCA”. 
В червні 1922 р. подав документи до УГА на інженерно-господарський відділ, але прийнятий не був.
Подальша доля невідома.